# Frontière entre les Fidji et les Tonga
La frontière entre les Fidji et les Tonga est entièrement maritime et se situe en océan Pacifique Sud. La frontière ne fait l'objet d'aucun accord bilatéral avec un conflit de territorialité sur les récifs de Minerva. Le gouvernement des Fidji a déposé en novembre 2005 une plainte auprès de l'Autorité internationale des fonds marins.
Le point Nord correspond au tripoint France (Wallis-et-Futuna)—Fidji—Tonga alors que le point Sud correspond à la distance maximale de 200 mi des Zones économiques exclusives respectives.
Au Nord, la ligne est équidistante entre l’île tongienne de Niuafoʻou et l'archipel fidjien de Lau ; plus au Sud, la référence pour les Tonga est le groupe de Tongatapu où se situe la capitale.